# Kaiserlich Russische Marine
Die Kaiserlich Russische Marine (russisch Российский императорский флот) waren die Seestreitkräfte des Russischen Kaiserreichs. Diese bestanden von den Anfängen im 17. Jahrhundert bis zur Oktoberrevolution 1917.

## Geschichte

### Regierungszeit Peters I.
Die Gründung der russischen Marine erfolgte unter Zar Peter I., der Russland modernisieren und auf den technischen Stand Westeuropas bringen wollte. Dazu war ein reger technologischer, kultureller und wirtschaftlicher Austausch erforderlich, und er war entschlossen, dafür die Kommunikation mit Europa über den Seehandel zu intensivieren. Der Zar selbst befasste sich intensiv mit dem Schiffbau und erlernte das Handwerk während seiner Großen Gesandtschaft im Rahmen einer viermonatigen Ausbildung in einer holländischen Schiffswerft. Russland war zum Ende des 17. Jahrhunderts fast völlig von den Weltmeeren abgeschnitten und besaß nur einen internationalen Seehafen in Archangelsk. Das Zarenreich galt zu dem Zeitpunkt daher als klassische Landmacht und besaß keine Seefahrertradition. Dafür verfügte Russland in überreichem Maße über alle Materialien und Rohstoffe, die für den Schiffbau erforderlich waren. Der Schiffbau im eigenen Land war sehr viel billiger als in den Niederlanden und England, was auch die Vorgänger Peters wussten. So hatte Zar Alexei I. 1662 im Ausland sondieren lassen, in welchem Maße es dort möglich wäre, Schiffe zu kaufen und Seehandelsplätze für russische Kaufleute in Pacht zu nehmen. Es wurden holländische Werftarbeiter angeworben, die in russische Dienste traten. Für den Dienst auf dem Kaspischen Meer bauten sie ein großes Schiff, die Orjol. Sie wurde 1668 in Astrachan vom Stapel gelassen.

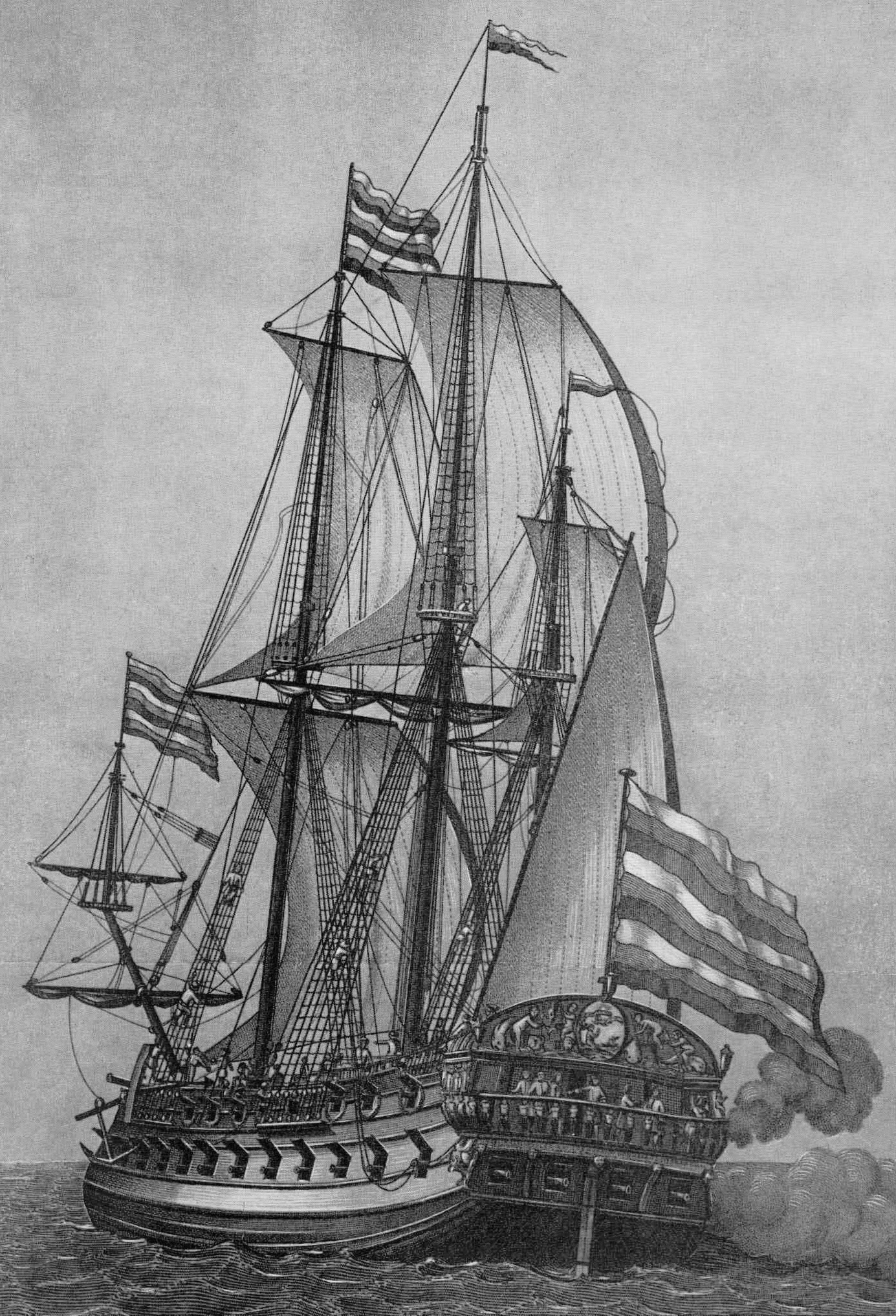
Goto Predestinatsia, Flaggschiff der Asowflotte bis 1711

Russlands Großmachtkonkurrenten, Schweden und das Osmanische Reich, versuchten, Russland vom Zugang zu den Meeren fernzuhalten. Die Notwendigkeit des Baus einer eigenen Kriegsflotte ergab sich für den jungen Zaren Peter schon nach seinem ersten militärischen Misserfolg im Kampf um Asow im Jahr 1695, als deutlich wurde, dass die Osmanen mit ihrer kampfstarken Flotte allein mit den Mitteln des Landkrieges nicht zu schlagen waren. Vor der Festungsstadt Asow mündete der Don in das Asowsche Meer. Damit sollte der Zugang zum Schwarzen Meer gewährleistet und das Tor zum Mittelmeer aufgestoßen werden. Federführend beim Aufbau der neuen Marine war François Le Fort. Für die Durchführung der zweiten Asow-Kampagne von 1696 ließ Peter als erste Flotte in der Geschichte Russlands die Asow-Flotte bauen, die aus zwei Linienschiffen, vier Brandern, 23 Galeeren und 1300 als Strug bezeichneten Kanonenruderbooten mit Hilfssegeln bestand, die auf den Werften in und um Woronesch gebaut worden waren. Diese nahmen als Unterstützung der Armee im zweiten der Asowfeldzüge erfolgreich an der Belagerung und Eroberung von Asow teil. Der langfristige Plan sah vor, weitere Festungen am Schwarzen Meer zu erobern, weshalb der Zar seiner Bojarenduma eine Aufstellung von Umlageregelungen zur Beschaffung der zum Flottenbau benötigten Mittel vorlegte, die daraufhin am 20. Oktober 1696 einen Beschluss zum Aufbau einer Marine fasste. Dieses Datum gilt als offizieller Geburtstag der regulären russischen Marine. (Siehe Petrinische Reformen) Russland hatte zwar mit der zweiten Asowkampagne einen Zugang zum Schwarzen Meer erkämpft, besaß aber immer noch keinen Zugang zu den Weltmeeren, da der unter osmanischer Kontrolle stehende Bosporus den Zugang verhinderte und eine Weiterführung des Krieges gegen die Türken durch die Ereignisse im Norden nicht möglich war. Im Nordwesten führte der Finnische Meerbusen in die Ostsee, dieser war aber seit 1617 mit dem Frieden von Stolbowo Hoheitsgebiet des Schwedischen Reiches.
1700 brach der Große Nordische Krieg aus. Um einen Zugang zur Ostsee zu erhalten, musste zunächst das Newaumland erobert und militärisch gesichert werden. In diesen Kämpfen wurden auch Flussboote auf dem Ladogasee, Onegasee und Peipussee gebaut und eingesetzt. Es folgten die Belagerung von Nyenschanz und die Belagerung von Nöteborg. Zur Sicherung der neu eroberten Gebiete wurde die Peter-und-Paul-Festung angelegt. Jetzt hatte Peter sein Fenster zum Westen und einen Marinestützpunkt an der Ostsee. Der Bau der geruderten Flotte erfolgte in den Jahren 1702–1704 auf Werften im Delta der Flüsse Sjas, Luga und Olonka statt. Daraus entwickelte sich nach und nach die Baltische Flotte. Um die eroberte Küstenlinie verteidigen und die feindlichen Seeverbindungen in der Ostsee angreifen zu können, schufen die Russen eine Flotte aus russischen und importierten Segelschiffen. Beim Bau der Flotte kamen Tausende russische Bauern zum Einsatz, die von hunderten Schiffsbauern und Offizieren angeleitet wurden, welche Peter aus Westeuropa zum Dienst anwarb. Westliche Mathematiker, Schiffsbauer und Wissenschaftler schufen die Grundlage für die Seefahrtausbildung und Schiffsbautechnik in Russland. Zunächst war der Wladimirskij Prikas (Владимирский приказ) für den Schiffbau zuständig, später der Admiraltejskij Prikas (Адмиралтейский приказ). Die Marineoffiziere kamen aus dem Adel und die gemeinen Seeleute aus den Reihen der Rekruten der Armee. Der Dienst in der Flotte war lebenslang. Im Jahre 1701 wurde die „Schule für mathematische und navigatorische Wissenschaften“ eingerichtet, an der ausländische Lehrer wirkten (z. B. Prof. Farwharson aus Aberdeen); an ihr stellten allerdings Kinder adliger Familien eine Minderheit dar. Die Schüler wurden häufig ins Ausland geschickt, um den Dienst in fremden Flotten zu lernen.

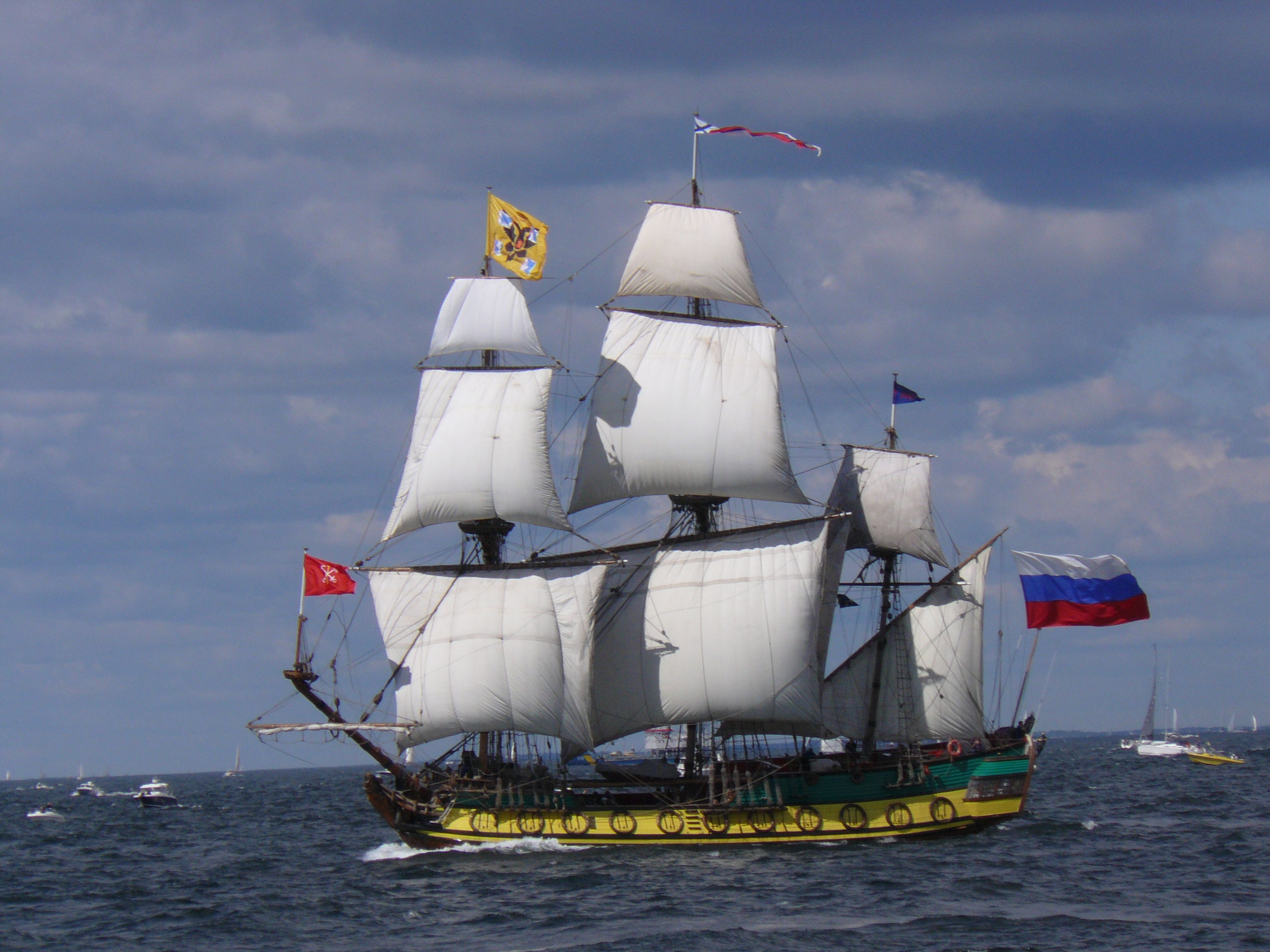
Die Shtandart vor der polnischen Küste (2007), ist eine Replik einer Fregatte des 18. Jahrhunderts. Das Original, auch bekannt unter den Übersetzungen des Namens Standart bzw. Standard, war die erste auf der Olonez-Werft unter Peter dem Großen gebaute Fregatte und das erste als Fregatte für die Baltische Flotte in Dienst gestellte Schiff.

Nachdem man sich in St. Petersburg etabliert hatte und die Angriffe der Schweden abgewehrt hatte, wurde der Erwerb eines Hafens weiter südlich zum neuen strategischen Ziel für die russische Marine, da der Hafen von St. Petersburg oft vereist und nicht nutzbar war. Dennoch blieb St. Petersburg der Hauptstützpunkt, und im Vorfeld der neuen Hauptstadt wurde die Seefestung Kronstadt erbaut. In St. Petersburg wurde auch die erste Marineakademie des Landes gegründet. Weitere Stützpunkte wurden in Wyborg, Helsinki, Reval und Åbo geschaffen. Erster Oberkommandierender der Baltischen Flotte wurde Cornelius Cruys. 1718 wurde die oberste Marinebehörde Russlands geschaffen: das Admiralitätskollegium (Адмиралтейств-коллегия).
Die junge russische Marine bestand in der Seeschlacht von Hanko im Juli 1714 eine wichtige Bewährungsprobe gegen die schwedische Marine. Bis zu dem Zeitpunkt hatte Schweden die Herrschaft in der Ostsee, danach konnte die russische Marine bis Dänemark vorstoßen.
1722 hatte die Kaiserliche Russische Marine 130 Segelschiffe, darunter 36 Linienschiffe, 9 Fregatten, 3 Schnauen (шнява < ndl. snauw) (ein leichter Zweimaster, der Aufklärungs- und Verbindungszwecken diente), 5 Bombarden und 77 Hilfsschiffe. Die geruderte Flotte bestand aus 396 Schiffen, darunter 253 Galeeren und 143 Halbgaleeren (sogenannte skampawei (скампавея); modifizierte dreimastige Brigantine). Die Schiffe wurden in 24 Werften auf Stapel gelegt, darunter die in Woronesch, Kasan, Perejaslaw, Archangelsk, Olonez, Sankt Petersburg und Astrachan.
Die organisatorischen Prinzipien der Kaiserlichen Russischen Marine sowie die Erziehungs- und Übungsmethoden zur Vorbereitung des zukünftigen Kaders und die Methoden zur Durchführung militärischer Aktionen wurden in Anlehnung an Dienstvorschriften und seerechtliche Bestimmungen führender Seemächte im „Seereglement“ (Устав Морской, 1720) zusammengefasst. Peter der Große, Fjodor Apraxin, Akim Senjawin, Naum Senjawin, Michail Golizyn und andere werden allgemein als besonders wichtig für die Entwicklung russischer Kriegführung zur See betrachtet. Die Hauptprinzipien der Seekriegführung wurden ferner von Grigori Spiridow, Fjodor Uschakow und Dmitri Senjawin entwickelt.

### Im 18. Jahrhundert
Nach dem Tod Peters steuerte die mühsam aufgebaute Seestreitmacht ihrem Niedergang entgegen. In der zweiten Hälfte des 18. Jahrhunderts strebte Russland nach der Vorherrschaft im Schwarzen Meer und führte dazu Kriege gegen das Osmanische Reich. Zur Verstärkung der russischen Flotte setzte Kaiserin Katharina im Jahre 1770 den britischen Admiral Sir Charles Knowles als Generalintendant der russischen Admiralität ein, der den Ausbau der russischen Marine stark vorantrieb und im Jahre 1774 auf eigenen Wunsch im Alter von 70 Jahren in den Ruhestand entlassen wurde. Zum ersten Mal sandte Russland nun seine Geschwader von der Ostsee zu weit entfernten Kriegsschauplätzen. Admiral Spiridows Geschwader errang durch Vernichtung der türkischen Flotte in der Seeschlacht von Çeşme 1770 die Seeherrschaft in der Ägäis, und 1771 eroberte die russische Armee die Küsten der Straße von Kertsch und die Festungen von Kertsch und Yenikale (gehört heute zu Kertsch). Nachdem sie die Donau erreicht hatten, stellten die Russen zur Bewachung der Donaumündung die Donau-Militärflottille auf. 1773 segelten die Schiffe der 1771 neu aufgestellten Asow-Flottille ins Schwarze Meer. Der Russisch-Türkische Krieg von 1768–1774 endete für Russland siegreich: es erhielt die Küsten des Asowschen Meeres und einen Teil der Schwarzmeerküste zwischen den Flüssen Bug und Dnister. Die Krim wurde zunächst unter russischem Protektorat für unabhängig erklärt, aber schon 1783 annektiert. 1778 gründeten die Russen den Hafen von Chersones. In dieser Stadt wurde 1783 das erste Linienschiff der Schwarzmeerflotte in Dienst gestellt, ein Jahr später gab es schon ein Geschwader.
In der zweiten Hälfte des 18. Jahrhunderts und im frühen 19. Jahrhundert hatte die Kaiserlich Russische Marine die nach Großbritannien und Frankreich drittgrößte Flotte der Welt. Die Schwarzmeerflotte besaß fünf Linienschiffe und 19 Fregatten (1787), die Baltische Flotte 23 Linienschiffe und 130 Fregatten (1788).
Heinrich Bacheracht war der erste Chef des Medizinalwesens der kaiserlich russischen Flotte.

### Im 19. Jahrhundert

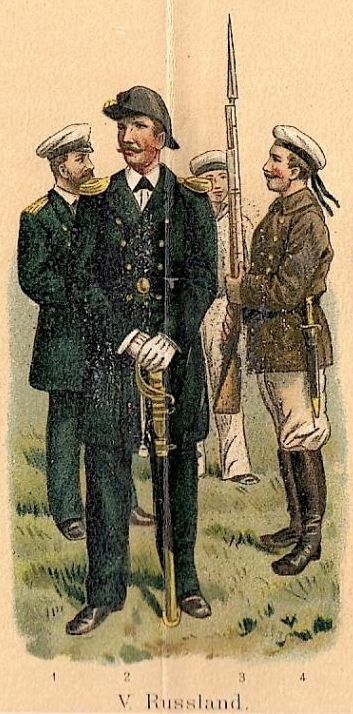
Uniformen der Russischen Marine Ende des 19. Jahrhunderts

Im frühen 19. Jahrhundert bestand die russische Marine aus der Baltischen und der Schwarzmeerflotte, der Kaspischen Flottille, der Weißmeerflottille und Ochotsk-Flottille. 1802 wurde das Ministerium der Marinestreitkräfte eingerichtet (1815 in Marineministerium umbenannt).
1826 bauten die Russen ihr erstes bewaffnetes Dampfschiff Ischora (Ижора, 73,6 kW/100 PS), ausgestattet mit acht Kanonen. 1836 konstruierten sie die erste Raddampferfregatte der russischen Marine, die Bogatyr (Богатырь, Verdrängung: 1340 t, Antrieb: 177 kW/240 PS, Bewaffnung: 28 Kanonen). Zwischen 1803 und 1855 unternahmen russische Seeleute über 40 Weltreisen und Fernreisen, die eine wichtige Rolle bei der Entdeckung des Fernen Ostens und verschiedener weiterer Seegebiete spielten.
In der letzten ausschließlich durch Segelschiffe geführten Seeschlacht von Navarino war Russland, an der Seite von England und Frankreich, mit vier Linienschiffen und vier Fregatten unter dem Kommando von Login Heiden (Flaggschiff „Asow“) beteiligt. In dieser Schlacht vor der Westküste des Peloponnes in Griechenland wurde die zahlenmäßig überlegene türkische Flotte am 20. Oktober 1827 vernichtend geschlagen.
Russlands langsame technische und wirtschaftliche Entwicklung in der ersten Hälfte des 19. Jahrhunderts führte dazu, dass es bei der Konstruktion von Dampfschiffen hinter die anderen europäischen Länder zurückfiel. Bei Ausbruch des Krimkrieges 1853 verfügte Russland über die Baltische und die Schwarzmeerflotte, die Archangelsk-Flottille, die Kaspische Flottille und die Sibirische Flottille (zusammen 40 Linienschiffe, 15 Fregatten, 24 Korvetten und Briggs, 16 Dampffregatten etc.) mit insgesamt 91.000 Mann. Dennoch hatte das reaktionäre System einen förderlichen Effekt auf die Entwicklung der russischen Marine, was besonders auf die Baltische Flotte zutraf, die für ihren strengen militärischen Drill bekannt war. Dank der Admiräle Michail Petrowitsch Lasarew, Pawel Nachimow, Wladimir Kornilow und Wladimir Istomin wurden die Seeleute der Schwarzmeerflotte in der Kunst der Kriegführung und der Aufrechterhaltung militärischer Traditionen unterwiesen, die zur Zeit des Admirals Fjodor Uschakow geformt worden waren. In der Seeschlacht bei Sinope schoss im November 1853 im beginnenden Krieg mit der Türkei die zahlen- und ausrüstungsmäßig überlegene Schwarzmeerflotte (6 Linienschiffe, 2 Fregatten) unter Admiral Nachimow das türkische Geschwader (7 Fregatten, 3 Korvetten, 2 Dampfer, 2 Briggs, 2 Transportschiffe) mit Bombenkanonen zusammen. Dies bot Großbritannien und Frankreich im März 1854 den Anlass, auf türkischer Seite in den Krieg gegen Russland einzutreten. Während der Belagerung von Sewastopol 1854–1855 versenkten sich die meisten Schiffe der Schwarzmeerflotte in Küstengebieten, um den Schiffen der Gegner die Annäherung zu versperren. Die Baltische Flotte blieb angesichts einer gewaltigen in die Ostsee entsandten britisch-französischen Flotte in ihren Häfen und nahm die Eroberung der Ålandinseln hin. Der Frieden von Paris verbot Russland die Befestigung der Ålandinseln, die Durchfahrt der Dardanellen für Kriegsschiffe im Sinn des Meerengenvertrags und beschränkte die Schwarzmeerflotte auf die Größe der türkischen Flotte im Schwarzen Meer (letztere Bestimmung 1871 aufgehoben).
Seit 1860 verlor die russische Segelflotte ihre Bedeutung und wurde langsam durch Dampfschiffe ersetzt. Nach dem Krimkrieg begann Russland mit der Konstruktion dampfgetriebener Panzerschiffe, Monitore und seegestützter Batterien. Diese Schiffe verfügten über schwere Artillerie und Panzerung, besaßen aber weder eine gute Seetüchtigkeit noch eine hohe Geschwindigkeit oder große Reichweite. 1861 bauten die Russen ihr erstes stahlgepanzertes Kanonenboot Opyt (Опыт). 1869 begannen sie mit dem Bau eines der ersten seegängigen Ironclad-Panzerschiffe, der Pjotr Weliki (Пётр Великий).
1895 setzte sich die Flotte folgendermaßen zusammen:
- Baltische Flotte: 5 Geschwaderpanzerschiffe; 10 gepanzerte Kreuzer 1. Klasse; Kreuzer 2. Klasse: 1 gedeckter Kreuzer, 2 ungepanzerte, 2 Schulschiffe; 9 ungepanzerte Kreuzer 3. Klasse, 1 Schulschiff; 1 gepanzertes Fahrzeug zur Küstenverteidigung; 3 Kanonenboote 1. Klasse, 10 2. Klasse; 5 Torpedokreuzer; 19 Hochseetorpedoboote; 4 Küstentorpedoboote; 88 Hafentorpedoboote; 6 Transportschiffe; außerdem kaiserl. Yachten (3), Hafenfahrzeuge, Zollflottille und Dampfbarkassen.
- Schwarzmeerflotte: 4 Geschwaderpanzerschiffe; 1 ungepanzerter Kreuzer 2. Klasse; 6 ungepanzerte Kreuzer 3. Klasse; 2 Küstenpanzer (Popowken); 3 Torpedokreuzer; 11 Hochseetorpedoboote; 5 Küstentorpedoboote; 9 Hafentorpedoboote; 9 Transportschiffe. Außerdem die Freiwillige Flotte, die im Frieden hauptsächlich die Transporte von Soldaten und Arrestanten zum Amurgebiet übernahm, deren Schiffe im Kriegsfall aber als Hilfskreuzer verwendet werden sollten: 9 Dampfschiffe
- Flottille des Kaspischen Meeres: 2 Kanonenboote, mehrere Dampfer und Hafenfahrzeuge.
- Sibirische Flotte: 2 Kreuzer 2. Klasse; 2 Kanonenboote 1. Klasse; Küsten- und Hafentorpedoboote je 5; 1 Hafenfahrzeuge; 2 Transportschiffe; außerdem noch mehrere kleine Dampfer, Schoner und Barkassen.
- Amudarja-Flottille: 1 Dampfschiff, 2 Barkschiffe und mehrere kleinere Fahrzeuge.

Nach dem Japanisch-Chinesischen Krieg von 1894/1895 entschloss sich die Russische Marine zu einem Ausbau ihres Pazifischen Geschwaders. Das Bauprogramm von 1898 sah den Bau von Linienschiffen, Kreuzern und Zerstörern für diese Station vor. Ein Teil dieser Schiffe sollte im Ausland gebaut werden, da die russischen Ostseewerften ausgelastet und nicht hinreichend leistungsfähig waren. So wurden das Linienschiff Retwisan in den Vereinigten Staaten und die Zessarewitsch in Frankreich bestellt und gebaut. Letztere zog fünf russischen Nachbauten der Borodino-Klasse nach sich. Gleichzeitig wurden der Panzerkreuzer Bajan in Frankreich, der Geschützte Kreuzer Warjag in den USA, die Kreuzer Askold und Bogatyr in Deutschland, sowie die kleineren Kreuzer Nowik und Bojarin in Deutschland bzw. Dänemark bestellt. Dazu kamen noch Zerstörer aus Frankreich und Deutschland. Auch diese Kreuzer und Zerstörer wurden zum Teil auf russischen Werften nachgebaut.

## Im 20. Jahrhundert

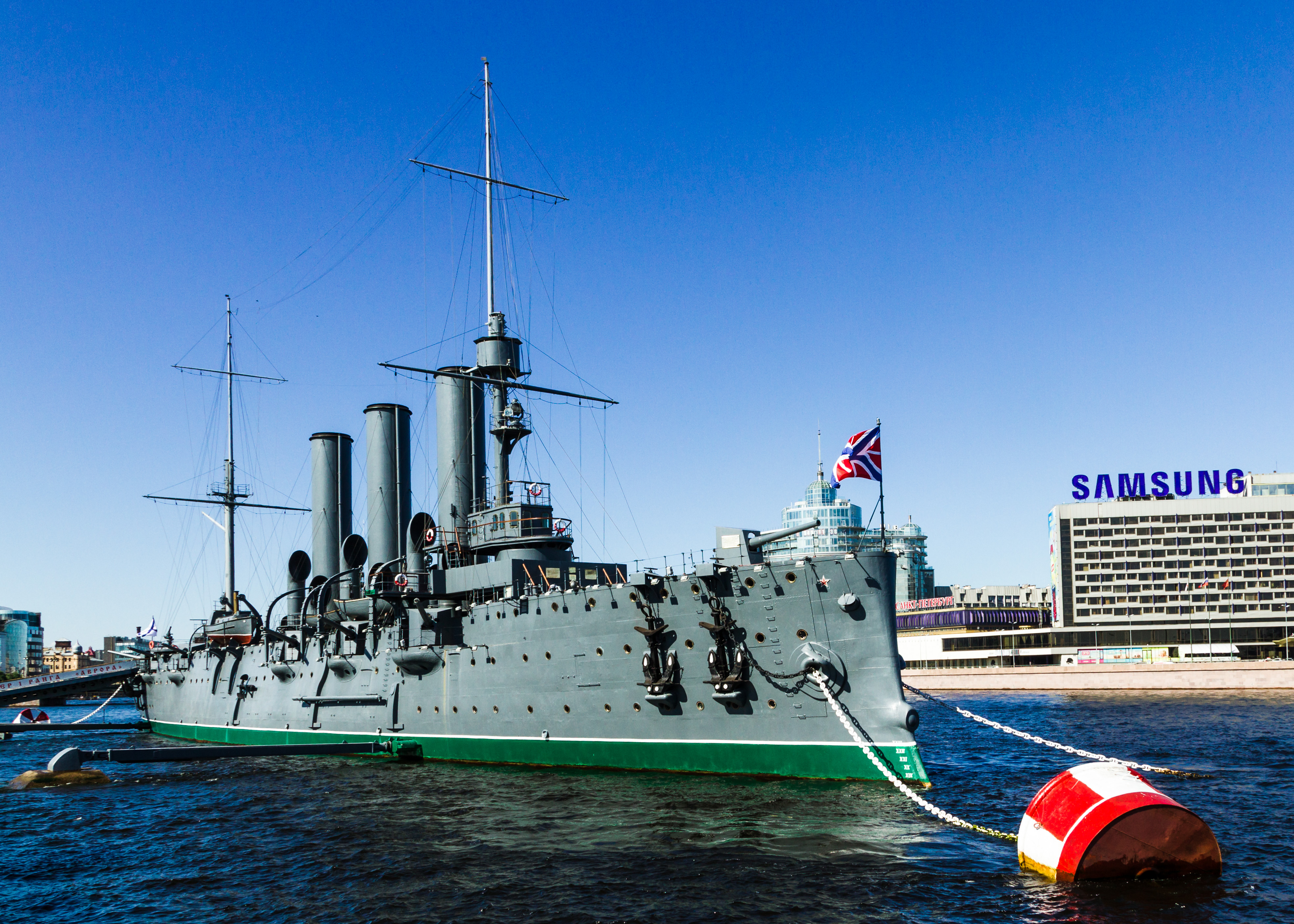
Kreuzer Aurora

Im Russisch-Japanischen Krieg 1904 bis 1905 wurden große Teile der Pazifikflotte (Seeschlacht im Gelben Meer) und auch der zu Hilfe eilenden Baltischen Flotte (Seeschlacht bei Tsushima) vernichtet. Die russische Marine als vormals weltweit drittgrößte Flotte fiel auf den sechsten Platz zurück, und der Schwerpunkt der russischen Flottenaktivitäten verlagerte sich vom Fernen Osten zurück in die Ostsee. Das erste russische U-Boot, die von Iwan Bubnow konzipierte Дельфин (Delfin), lief 1902 vom Stapel. Die Baltische Flotte trat jedoch im Ersten Weltkrieg entgegen den Vorstellungen ihres ersten Befehlshabers Admiral Nikolai von Essen nie zur Offensive an, sondern wurde von unterlegenen deutschen Kräften unter Prinz Heinrich von Preußen bis zum Kriegsende weitgehend blockiert und blieb großenteils untätig.
An der Oktoberrevolution 1917 waren Matrosen insbesondere der Baltischen Flotte maßgeblich beteiligt. Den Startschuss feuerte am 25. Oktober der Kreuzer Aurora, der noch heute als Museumsschiff in Sankt Petersburg liegt.